# Geitonoplesijum
Geitonoplesijum (lat. Geitonoplesium), monotipski rod jednosupnica iz porodice čepljezovki. Jedina vrsta je grmasta penjačica G. cymosum, hamefit ili nanofanerofit iz šuma istočne Australije, Nove Gvineje i još nekih otoka između Azije i Australije
Rod je opisan 1832.

## Sinonimi
- Luzuriaga R.Br.
- Luzuriaga laxiflora Hallier f.
- Luzuriaga timorensis (Ridl.) Hallier f.
- Eustrephus timorensis Ridl.
- Geitonoplesium cymosum f. album Schlittler
- Geitonoplesium cymosum subsp. asperum (A.Cunn. ex R.Br.) Schlittler
- Luzuriaga cymosa R.Br.
- Luzuriaga montana R.Br.